# Бъдж Пати
Едуард Джон Пати (на английски: Edward John Patty) е американски тенисист. 

## Биография
Едуард Джон Пати е роден на 11 февруари 1924 г. в Форт Смит, Арканзас. Баба му е родена във Франция, докато един от дядовците му е австриец. Семейството му се премества в Лос Анджелис по време на детството му и той посещава гимназия там. Получава прякора „Бъдж“ от брат му. Пати започва да играе тенис като дете и тренира с Полин Бетц всяка събота сутрин.

## Кариера
Бъдж Пати печели титлата на смесени двойки на френското първенство през 1946 г. с партньор Полин Бетц. Три години по-късно той достига до финала на сингъл, но губи от сънародника си Франк Паркър. Печели първата си голяма титла на сингъл на френското първенство през 1950 г., като печели в три последователни мача в пет сета, включително финала срещу Ярослав Дробни. Няколко седмици по-късно той печели Шампионата на Уимбълдън през 1950 г. в четирисетова победа над Франк Седжман. В края на 1950 г. е класиран като аматьор номер 1 в света от Джон Олиф от „Дейли Телеграф“.

## Кариерна статистика

#### Титли на турнири отГолям шлем(2)
| година | турнир      | съперник       | резултат                          |
| ------ | ----------- | -------------- | --------------------------------- |
| 1950   | Ролан Гарос | Ярослав Дробни | 6 – 1, 6 – 2, 2 – 6, 5 – 7, 7 – 5 |
| 1950   | Уимбълдън   | Франк Седжман  | 6 – 1, 8 – 10, 6 – 2, 6 – 3       |

#### Финали на турнири отГолям шлем(1)
| година | турнир      | съперник     | резултат                   |
| ------ | ----------- | ------------ | -------------------------- |
| 1949   | Ролан Гарос | Франк Паркър | 3 – 6, 6 – 1, 1 – 6, 4 – 6 |